# Badajoz (província)
Badajoz é uma província raiana da Espanha, no sul da comunidade autónoma da Estremadura.

## Comarcas
- Campiña Sur (ou Llerena)
- Llanos de Olivenza
- La Serena
- La Siberia
- Sierra Suroeste
- Tentudía
- Terra de Badajoz
- Terra de Barros
- Tierra de Mérida - Vegas Bajas
- Las Vegas Altas
- Zafra-Río Bodión